# Pavona chiriquiensis
Espèce
Statut de conservation UICN

 LC  : Préoccupation mineure
Statut CITES
Pavona chiriquiensis est une espèce de coraux de la famille des Agariciidae.

## Publication originale
- Glynn, Maté & Stemann, 2001 : Pavona chiriquiensis, a new species of zooxanthellate scleractinian coral (Cnidaria: Anthozoa: Agariciidae) from the eastern tropical Pacific. Proceedings of the Biological Society of Washington, vol. 10, pp. 210–225 (en).